# قصه‌های کیش (کشتی یونانی)
قصه‌های کیش: کشتی یونانی فیلمی به کارگردانی  و نویسندگی ناصر تقوایی ساختهٔ سال ۱۳۷۷ است.

## بازیگران
- حسین پناهی
- عاطفه رضوی
- فریدون حفار